# Trần Quốc Sơn
Trần Quốc Sơn (sinh năm 1976) là nhà báo, đạo diễn phim tài liệu Việt Nam. Ngoài vai trò đạo diễn, anh còn viết kịch bản cho Cục Điện ảnh, Hãng phim Giải Phóng và tham gia viết bài cho một số tờ báo như Tạp chí HTV, Thế giới điện ảnh.. với bút danh theo tên con gái anh là Hồng Anh.

## Tiểu sử
Trần Quốc Sơn, còn có bút danh khác là Hồng Anh, sinh ngày 08 tháng 01 năm 1976 tại Thành phố Hồ Chí Minh. Quê nội anh ở Ba Tri, Bến Tre, còn quê ngoại ở Tây Ninh.

## Sự nghiệp
Trần Quốc Sơn tốt nghiệp ngành Điện tử - Viễn thông tại Trường Đại học Bách khoa, Đại học Quốc gia Thành phố Hồ Chí Minh. du học 2000 Năm 2004, anh thi tiếp vào Trường Đại học Sân khấu – Điện ảnh Hà Nội ngành Đạo diễn điện ảnh - truyền hình.
Vào năm học cuối, Trần Quốc Sơn đọc dược một bài phóng sự trên báo Tuổi Trẻ kể về một làng gốm Bàu Trúc của người Chăm ở Ninh Thuận. Dù là một làng gốm cổ truyền nhưng số lượng người theo nghề dang giảm đu rất nhiều. Anh đã thực hiện một bộ phim tài liệu về tâm huyết giữ nghề của những nghệ nhân còn lại của làng gốm. Phim tài liệu Người thổi hồn cho gốm Bàu Trúc ra đời, với tác phẩm này Trần Quốc Sơn đã tốt nghiệp loại giỏi. Sau khi tốt nghiệp, anh làm việc tại Hãng phim Truyền hình Thành phố Hồ Chí Minh.

Trần Quốc Sơn đoạt Huy chương vàng tại Liên hoan Truyền hình toàn quốc tổ chức tại Quảng Bình vào cuối năm 2015 với bộ phim tài liệu Cuộc gặp gỡ sau 48 năm.

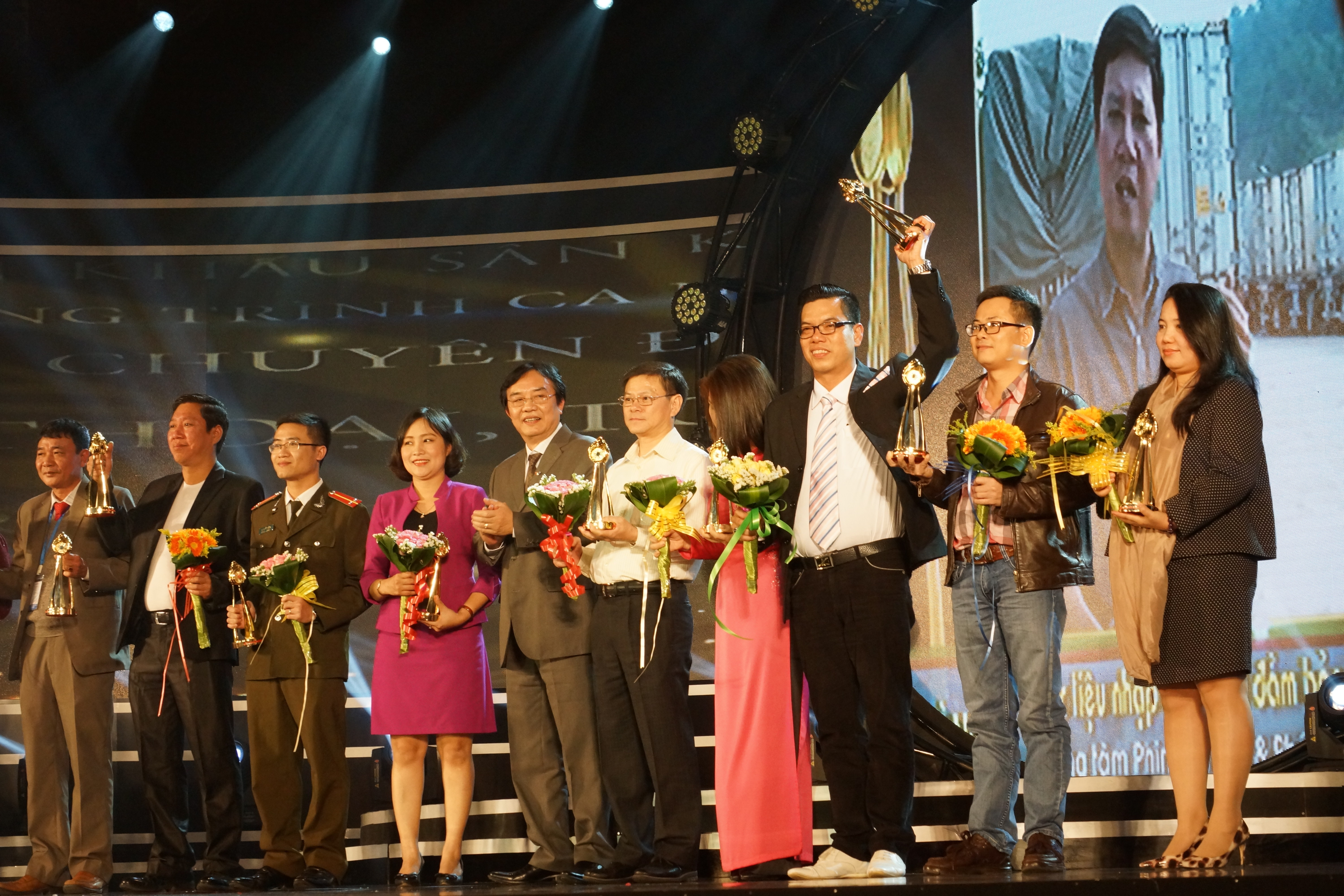
Đạo diễn Trần Quốc Sơn (thứ ba từ phải sang) tại Lễ trao giải Liên hoan truyền hình toàn quốc lần thứ 35 năm 2015

## Tác phẩm
| Năm  | Tác phẩm                                                        | Đạo diễn                  | Chú thích |
| ---- | --------------------------------------------------------------- | ------------------------- | --------- |
| 2008 | Bức hoạ tình yêu                                                | Đồng đạo diễn Hồ Ngọc Xum | [ 3 ]     |
|      | Người thổi hồn cho gốm Bàu Trúc                                 |                           | [ 3 ]     |
|      | Người Sài Gòn và cá cảnh                                        |                           | [ 3 ]     |
|      | Họa sĩ Trần Đạt - tốc họa                                       |                           | [ 3 ]     |
|      | Vang mãi bản hùng ca                                            |                           | [ 3 ]     |
| 2014 | Tượng đài Bác Hồ trong trái tim người dân Thành phố Hồ Chí Minh |                           | [ 3 ]     |
| 2014 | NSƯT Nhạc sĩ Thế Hiển – Nhánh lan rừng nở mãi                   |                           | [ 3 ]     |
| 2014 | Cuộc gặp gỡ sau 48 năm                                          |                           | [ 3 ]     |
|      | Điêu khắc gia Hà Nội                                            |                           |           |
|      | Mùa xuân trên biển đảo                                          |                           |           |
|      | Hoa bóng đá                                                     |                           | [ 2 ]     |
|      | Kênh Nhiêu Lộc ngày ấy - bây giờ                                |                           |           |
| 2018 | Đất mặn                                                         |                           |           |
| 2015 | Đích đến của trái tim                                           |                           |           |
|      | Thương hiệu trái cây Việt                                       |                           |           |
|      | 60 đường Trường Sơn huyền thoại                                 |                           |           |
|      | 60 năm Trung đoàn Gia Định anh hùng                             |                           |           |
|      | Ra biển lớn - Giáo sư Tiến sĩ Đặng Lương Mô                     |                           |           |
|      | Thành phố Hồ Chí Minh Đô thị thông minh                         |                           |           |
| 2017 | Cánh võng tình người                                            |                           |           |
| 2017 | Hoa bóng đá                                                     |                           |           |
| 2020 | Ra biển lớn                                                     | đồng đạo diễn             | [ 8 ]     |
| 2024 | Danh họa Diệp Minh Châu                                         |                           |           |
| 2024 | Suối nhạc giữa đại ngàn Tây Nguyên                              |                           |           |

## Giải thưởng
| Năm  | Sự kiện / tổ chức | Giải thưởng                                     | Tác phẩm                                                        | Chú thích    |
| ---- | --- | ----------------------------------------------- | --------------------------------------------------------------- | ------------ |
| 2007 | Liên hoan Điện ảnh, Truyền hình Thể thao và Du lịch quốc tế FICTS Việt Nam lần thứ V                                                                            | Phim truyện xuất sắc                            | Bức hoạ tình yêu                                                | [ 1 ] [ 9 ]  |
| 2008 | Giải Báo chí Quốc gia | Giải B                                          | Bức hoạ tình yêu                                                | [ 1 ]        |
| 2009 | Học tập và làm theo tấm gương đạo đức Hồ Chí Minh | Phim điện ảnh xuất sắc                          | Bức hoạ tình yêu                                                | [ 3 ] [ 10 ] |
| 2014 | Hội Cựu chiến binh Việt Nam | Bằng khen                                       | Vang mãi bản hùng ca                                            | [ 9 ]        |
| 2015 | Liên hoan truyền hình toàn quốc lần thứ 35 | Huy Chương Vàng                                 | Cuộc gặp gỡ sau 48 năm                                          | [ 1 ] [ 9 ]  |
| 2016 | Giải Báo Chí Thành phố Hồ Chí Minh lần thứ 34 | Giải 3                                          | Cuộc gặp gỡ sau 48 năm                                          | [ 9 ]        |
| 2016 | Giải thưởng Hội điện ảnh TP.HCM | Huy Chương Vàng                                 | Cuộc gặp gỡ sau 48 năm                                          | [ 1 ]        |
| 2018 | Giải Cánh diều lần thứ 16 | Cánh diều bạc                                   | Đất mặn                                                         | [ 9 ]        |
| 2018 | Giải thưởng Báo chí quốc gia về sáng tác, quảng bá tác phẩm văn học, nghệ thuật, báo chí chủ đề "Học tập và làm theo tư tưởng, đạo đức, phong cách Hồ Chí Minh" | Giải B                                          | Tượng đài Bác Hồ trong trái tim người dân Thành phố Hồ Chí Minh | [ 9 ] [ 11 ] |
| 2020 | Liên hoan Truyền hình Toàn quốc | Huy Chương Vàng                                 | Ra biển lớn                                                     | [ 1 ]        |
| 2022 | Kỷ niệm chương Vì sự nghiệp báo chí Việt Nam 25 | Kỷ niệm chương Vì sự nghiệp báo chí Việt Nam 25 | Kỷ niệm chương Vì sự nghiệp báo chí Việt Nam 25                 | [ 1 ]        |
| 2024 | Giải thưởng văn học nghệ thuật TP.HCM lần thứ 3 | Đoạt giải                                       | Danh họa Diệp Minh Châu và Suối nhạc giữa đại ngàn Tây Nguyên   | [ 1 ]        |